# National Museum of Saint Kitts

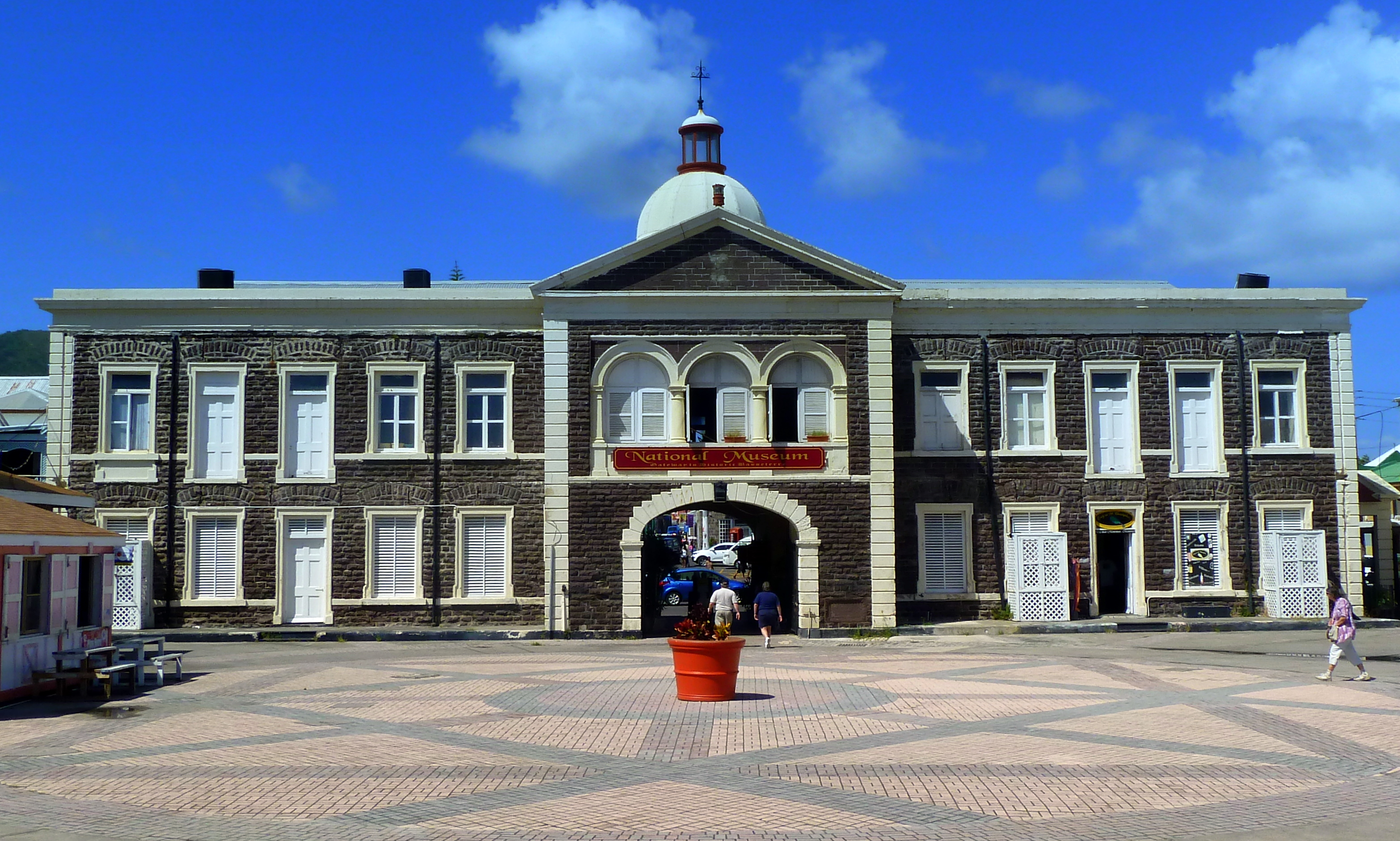
Nationalmuseum von St. Kitts

Das National Museum of Saint Kitts ist ein Museum in Basseterre, Saint George Basseterre Parish, im karibischen Inselstaat St. Kitts und Nevis. Es wird vom St. Christopher National Trust geführt.

## Geschichte
Das Museumsgebäude war ursprünglich das Treasury Building (Schatzmeisterei, 1894) und wurde als Eingangshafen vom nahegelegenen Pier genutzt. 1996 wurde die Treasury in ein neues Gebäude verlegt. 2002 wurde dann das Museum eröffnet.

## Architektur
Das Gebäude stand früher an der Wasserkante mit Blick auf die Basseterre Bay. Heute ist das Areal südlich des Gebäudes durch Landgewinnung ein Teil der Stadt geworden.
Das Museum hat eine Ausstellungsfläche von 900 m² und zeigt Exponate aus Kultur und Geschichte von Saint Kitts und Nevis.